# Classificació dels sòls del Departament d'Agricultura dels Estats Units

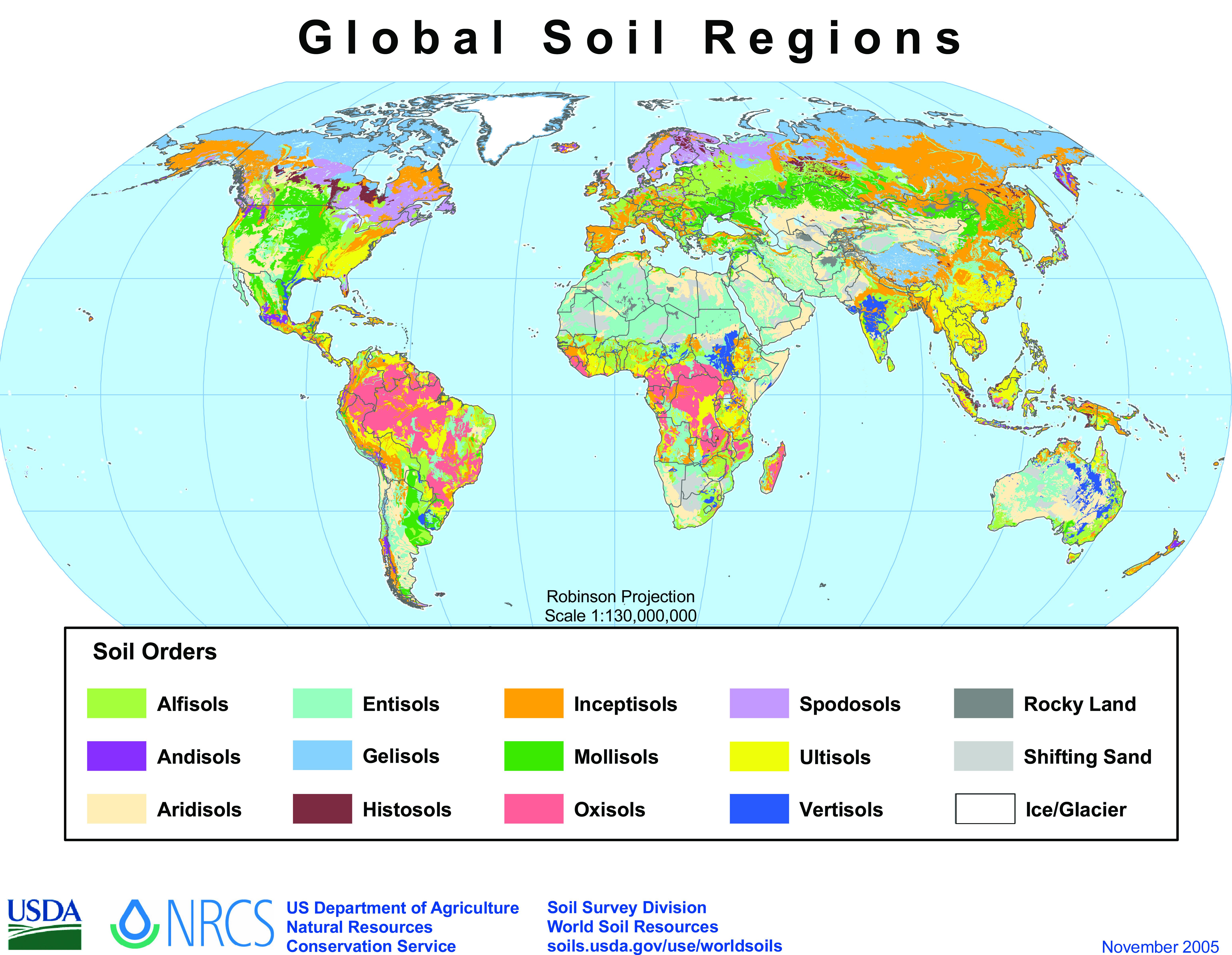
Distribució mundial dels tipus de sòls del sistema USDA Soil Taxonomy. Una versió de mida més gran també està disponible.

La taxonomia dels sòls del Departament d'Agricultura dels Estats Units (USDA Soil Taxonomy) és una classificació dels sòls desenvolupada pel United States Department of Agriculture (USDA) i el National Cooperative Soil Survey que proporciona els tipus de sòls segons diversos paràmetres com són les seves propietats i en diversos nivells: Ordre, Subordre, Gran Grup, Subgrup, Família, i Sèries.

## Exemple de classificació d'un tipus de sòl
Ordre: Entisols 
Subordre: Fluvents 
Gran Grup: Torrifluvents
Subgrup: Torrifluvents típics
Família: Torrifluvent de terra franca fina, mesclat, superactiu calcari. (Fine-loamy, mixed, superactive, calcareous, Typic Torrifluvents)
Sèries: Jocity, Youngston.

## Ordres
- Alfisols: Ha de tenir un horitzó argil·lic, nàtric o kandic ; Saturació de bases d'alta a mitjana; Temperat moderadament; Es formen habitualment sota boscos boreals o de fulla ampla; Ric en ferro i alumini; Comú en zones humides, semitropicals i climes mediterranis; 9,6% de la terra lliure de gel del món.
- Andisols (també anomenats Andosols): Forma a partir d'ejectes volcànics, dominat per complexos al·lòfans o Al-húmics; Ha de tenir propietats andiques del sòl: alts en minerals de Fe i Al poc cristal·lins, alts en fòsfor, baixa densitat aparent i altes proporcions de vidre i materials col·loïdals amorfs, com ara al·lofan, imogolita i ferrihidrita ; Alt contingut en matèria orgànica, de vegades epipedó melànic ; 0,7% de la terra lliure de gel.
- Aridisols: Sòl sec (és a dir, ha de tenir un règim d'humitat àrid); L'epipedó ocric és comú; De vegades horitzó argil·lic o nàtric; Ha de tenir algun horitzó subsuperficial diagnòstic ; Normalment als deserts; 12,7% de la terra lliure de gel.
- Entisols: Sòls amb horitzons joves. No presenten horitzó B. S'asemblen molt al material original que els forma. Menor desenvolupament del perfil del sòl; L'epipedó ocric és comú; ordre més comú per superfície 16,3% de la Terra.
- Gelisols:Sòls amb permafrost a menys de 100 cm o crioturbació (agitació de gelades) a menys de 100 cm més permafrost a 200 cm; Habitualment a altes latituds i elevacions; 8,6% de la terra lliure de gel.
- Histosols: Ha de tenir epipedó histic; Normalment règim d'humitat del sòl aquàtic; Sense horitzons subterrània de diagnòstic; Ràpida descomposició quan s'aireja; Torba o pantà; >20% de matèria orgànica; Materials orgànics del sòl que s'estenen fins a una capa impermeable o amb una capa orgànica de més de 40 cm de gruix i sense propietats àndiques Habitualment en zones humides (pantans, aiguamolls, etc.); 1,2% de la terra lliure de gel.
- Inceptisols: Similar a Entisol, però l'inici d'un horitzó B és evident; Sense horitzons subterrània de diagnòstic; Sobre paisatges contínuament erosionats o dipòsits joves; Horitzó càmbic, sulfúric, càlcic, gipsic, petrocàlcic o petrogipsic, o amb un epipedó mòlic, úmbric o histic, o amb un percentatge de sodi intercanviable >15% o fragipan; 9,9% de la terra lliure de gel del món.
- Mol·lisols: Ha de tenir epipedó mòlic; Alta saturació de bases > 50%; Sòls foscos; Alguns amb horitzons argil·lics o nàtrics; Comú a les praderies; 6,9% de la terra lliure de gel del món.
- Oxisols: La majoria del desenvolupament del perfil del sòl; Ha de tenir un horitzó òxic a 150 cm de la superfície del sòl; Baixa disponibilitat de nutrients; Sense horitzó argil·lic; Molt resistent; Dominat per argiles dels membres finals, òxids d'Al i Fe; Comú en paisatges antics dels tròpics; 7,6% de les terres lliures de gel del món.
- Spodosols:Ha de tenir un horitzó espòdic a 2 m de la superfície del sòl i sense propietats àndiques; Sovint té un horitzó àlbic; Alt contingut en ferro (Fe), òxids d'alumini i acumulació d'humus; Sòls àcids; Comú als boscos de coníferes o boreals; 2,6% de la terra lliure de gel global.
- Ultisols: Ha de tenir horitzó argil·lic o kandic; Baixa saturació de bases de <35% a 2 m de profunditat o 75 cm per sota d'un fragipan; Comú a les regions subtropicals; sovint coneguts com a sòls d'argila vermella; 8,5% de la terra lliure de gel del món.
- Vertisols: Generalment epipedó mòlic; Alt contingut en argiles que s'encongeixen i s'inflen; >30% argila fins a 50 cm de profunditat; Les esquerdes profundes (anomenades gilgai) es formen quan el sòl s'asseca; Forma a partir de material matriu alt en argila (per exemple, esquists, conques, horitzons Bt exposats de sòls antics); 2,4% de la terra lliure de gel.